# Диффузионизм
Диффузиони́зм (от лат. diffusio — разливание, просачивание), культу́рный диффузиони́зм (англ. cultural diffusion), транскульту́рный диффузиони́зм (англ. Trans-cultural diffusion) — направление в социальной антропологии, культурной антропологии, культурной географии и этнографии (этнологии), культурологии, археологии, социологии, полагающее основой общественного развития процессы заимствования и распространения культуры из одних центров в другие.
Направление сложилось как реакция на эволюционизм. В отличие от последнего, в поле зрения диффузионистов попадали в первую очередь такие средства распространения культуры, как завоевание, торговля, колонизация, и лишь во вторую очередь — внутрисистемные факторы развития. Главный акцент диффузионизм сделал на изучение ранней истории человечества.
Наибольшее распространение идеи диффузионистов получили в таких странах, как Австрия и Германия.

## Основные положения классического диффузионизма
1. Главным фактором развития культуры народа является восприятие этим народом культурных достижений других народов, то есть через смешение, перенос и заимствование элементов культур.
2. Диффузионизм отрицает существование стадий развития культур и наличие смысла в изучении эволюции отдельных элементов культур.
3. Каждый элемент культуры имеет географическую привязку и возникает лишь однажды в одном регионе (культурный круг, культурная провинция) и из него отдельно или вместе с другими элементами культурного круга (провинции) распространяется по всей Земле.
4. Культура (или отдельные элементы культуры) распространяется либо вместе с людьми, либо посредством контактов и взаимодействия разных народов.
5. Именно распространение культур и их элементов должна изучать этнография (этнология).

## История диффузионизма

### Антропогеографическая школа. Зарождение диффузионизма
Первым учёным, написавшим свои работы в духе диффузионизма, был немецкий учёный, географ и этнолог Фридрих Ратцель, создатель антропогеографической школы. По мнению Ратцеля, ведущую роль в формировании той или иной культуры играет географическая среда, к которой приспосабливаются, адаптируются человеческие общества. Основополагающий фактор истории культуры человека Ратцель видел в передвижениях народов.

### Культурная морфология Л. Фробениуса
Сторонником диффузионистской теории был специалист по африканским культурам Лео Фробениус. В его построениях на первое место выходила сама культура, а человек, как её носитель, отходил на второй план. В его варианте культурные круги назывались культурными провинциями, которые характеризовались главным образом совокупностью материальных предметов, аналогичных теории Гребнера. Стоит отметить почти мистическую составляющую понятия «культура» у Фробениуса. Он сравнивал культуру с органическим существом, которое рождается, нуждается в пище (человеческом хозяйстве), имеет «душу»; при этом культуру можно «пересадить» в другую почву (другие природные условия), где её развитие пойдёт иным путём и прочее. Человек же у Фробениуса является лишь её «носильщиком», продуктом (объектом) культуры, но не её творцом.
Фробениус также является автором концепции о двух типах культур — хтоническо-хамитическо-матриархальной и теллурическо-эфиопско-патриархальной, позже он заменяет их на культуру Востока и культуру Запада. Первой присуще «пещерное» чувство, неподвижность, идея фатальной (непреодолимой) судьбы, а «Западу» — «чувство далёкого», динамичность, идея личности и свободы.
Исследовательский институт морфологии культуры, основанный Фробениусом, существует и по сей день.

### Кёльнская школа Ф. Гребнера
В рамках диффузионистской теории развивалось одно из направлений теории культурных кругов (нем. Kulturkreiselehre), представленное кёльнской школой Фрица Гребнера. В своих работах, посвящённых культуре Австралии и Океании, он отстаивал идею неизменности форм предметов и их географического распространения. Гребнер также был убеждён, что каждый элемент культуры изобретали только один раз и в одном месте, а оттуда этот элемент распространялся по другим регионам Земли. Опираясь на музейные коллекции, Гребнер выделил восемь культурных кругов, каждый из которых отличался своим собственным конгломератом предметов материальной культуры, обрядов, верований.

### Венская школа
С теорией культурных кругов была связана и Венская культурно-историческая школа в этнологии. Её развитие было связано с именем католического священника Вильгельма Шмидта, и носило теологическую направленность.

### Английский диффузионизм
В первых своих работах Уильям Риверс придерживался эволюционной школы, но после продолжения исследований перешёл на позиции, сочетающие эволюционную и диффузионистскую точки зрения. Он считал, что развитие культуры возможно в духе эволюционизма, но происходить оно может лишь в случае контактов, слияния и смешения культур. Таким образом Риверс придавал большое значение взаимодействию народов.

### Гипердиффузионизм (панегиптизм, гелиолетическая школа)
Завершённую форму диффузионизм в Англии приобрёл в трудах Графтона Эллиота Смита, известное как «панегиптизм». Учёный, исследуя культуру Древнего Египта, обратил внимание на сходство ряда черт древнеегипетской культуры (например, техника мумифицирования) с культурой других народов, в том числе расположенных в других частях света. Смит пришёл к выводу о том, что совокупность явлений культуры, зародившаяся в Древнем Египте, около IX—VIII вв. до н. э. начала распространяться по всему миру, прежде всего в восточном направлении: через Аравию и Персидский залив, Индию и Цейлон — в Индонезию, затем далее на восток — в Океанию. Из Океании и через северную часть Тихого океана элементы первичной культуры попали в Америку.

### Тур Хейердал
Второе дыхание диффузионизму дал норвежский исследователь Тур Хейердал, который выдвинул тезис о возможности трансокеанских путешествий американских народов в Тихом океане. Ему же принадлежит идея о том, что в древние времена мореплаватели могли пересекать океаны (в том числе и Атлантический).

## Критика диффузионизма
1. Сторонники неоэволюционизма и марксизма видят главным недостатком диффузионизма отрицание каких-либо эволюционных закономерностей в развитии общества и культуры[1].
2. Отрыв или даже, как в теории Фробениуса, полное отрицание зависимости культуры от человека и народа.
3. Учёными многих направлений впоследствии был признан натянутый характер существования культурных кругов. В некоторых случаях, например в теории культурных кругов Гребнера, существование культурных кругов считается домыслом.
4. Считается ложной попытка диффузионизма связывать одинаковые явления культуры, которые пространственно могут находиться даже в разных частях света, общностью географического происхождения.